# Centro Cultural de Wolfsburgo
El Centro Cultural situado en la calle Porschestrasse de Wolfsburgo (Alemania) del arquitecto finlandés Alvar Aalto fue construido entre 1959 y 1962 y está considerado como su intervención más importante en suelo alemán.
El Centro se ideó con el objetivo de proveer un lugar de encuentros y actividades culturales para equilibrar la vida típica y monótona de una ciudad industrial. El conjunto consta de cuatro partes: la biblioteca municipal, elemento dominante, con una pequeña escuela para educación de adultos; un sector para entretenimientos y hobbies; otro para club y reuniones; y un sector para actos comunitarios, con terrazas y salones.

## Descripción
Dentro de este, somos capaces de ver cómo la cultura ha evolucionado dentro de la misma Alemania
El edificio está diseñado en forma de claustro, cerrado alrededor de su plaza central. Las cuatro partes del Centro forman un solo edificio, articulado en distintos volúmenes. Este juego de articulaciones característico del arquitecto, provee al Centro de sus rasgos más importantes, a la vez que separa las zonas según sus funciones. El nexo está dado entre unidades diferenciales, luego de concatenar las unidades sucesivas. 
En la planta baja se encuentran negocios sobre la calle, acceso a la biblioteca y salas de conferencias, acceso a la “casa de los jóvenes”, biblioteca infantil y departamento de los ciudadanos.
En la planta alta están los auditorios de la universidad, ateliers y salas del club, y un patio destinado a diversas actividades. La sala de lectura de la biblioteca y el auditorio forman los volúmenes que vuelan sobre la calle.
La iluminación es muy particular en las obras de Aalto. En este caso, utiliza iluminación cenital, a través de claraboyas.
Las fachadas son de mármol de Carrara blanco y azul, combinado con sienita de Pamir. En el interior se usó granito y madera.